# Giancarlo Buzzi
Giancarlo Buzzi (Como, 18 aprile 1929 – Milano, 2 maggio 2015) è stato uno scrittore, traduttore, dirigente d'azienda, pubblicitario e imprenditore italiano.

## Biografia
Сompì in Italia (risiedette nel Collegio Ghislieri a Pavia), in Francia e negli Stati Uniti studi letterari, filologici e sociologici. In Italia e in Spagna lavorò per aziende industriali e commerciali di vari settori – fra le quali il Touring Club Italiano, la Pirelli, la Bassetti, la Olivetti, la Standa – di volta in volta come consulente, dirigente, amministratore delegato. Questi lavori lo familiarizzarono coi principali aspetti della gestione aziendale e del personale (dalla pianificazione, al marketing strategico e operativo, alla formazione, alla comunicazione ecc.). La sua presenza fu particolarmente significativa nel campo editoriale (Il Saggiatore, Mondadori, Vallecchi).

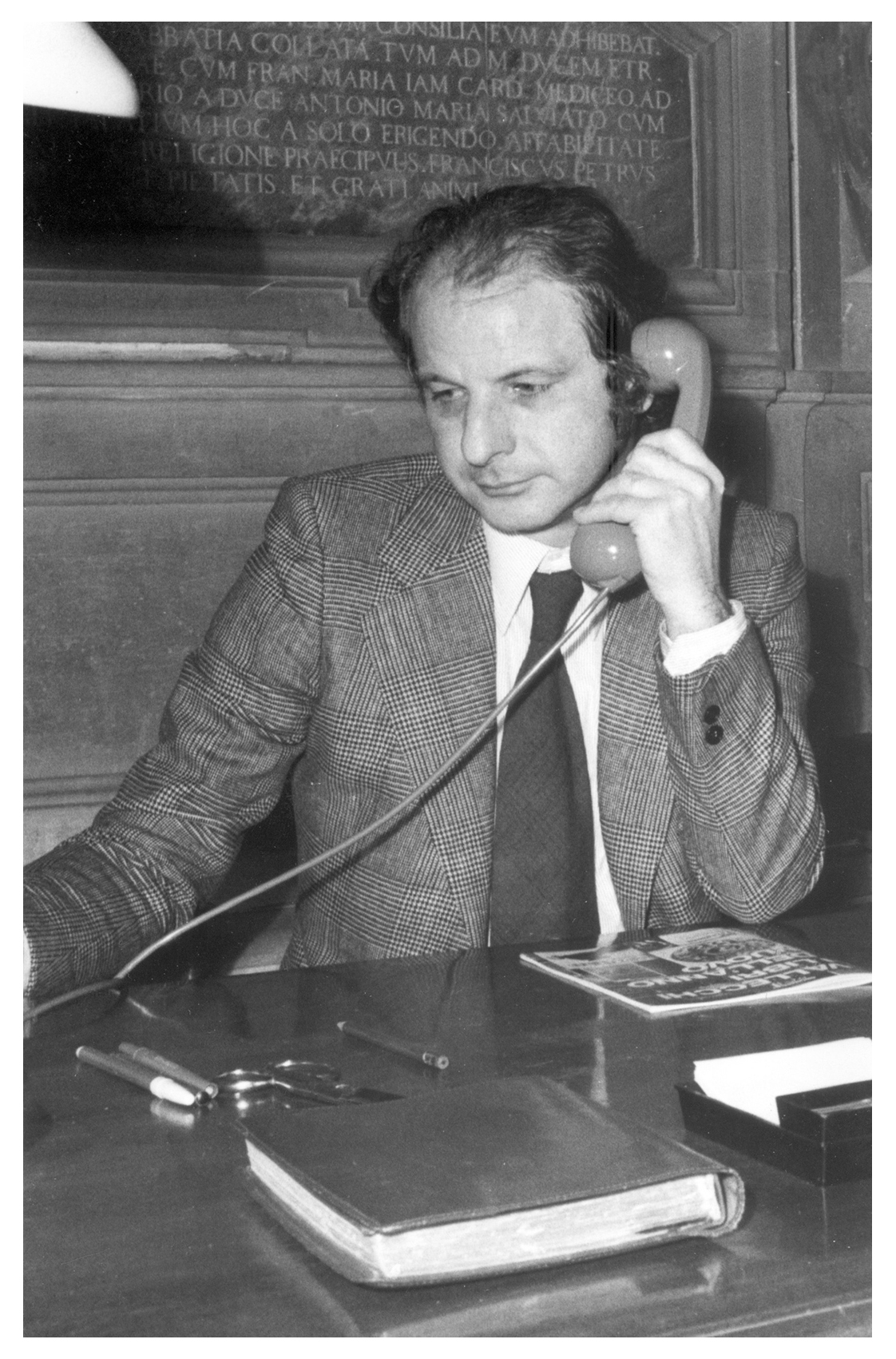
Giancarlo Buzzi alla casa editrice Vallecchi, Firenze, 1973.

Fra le sue esperienze più stimolanti e formative egli considerò sempre quella legata alla sua collaborazione col Movimento Comunità promosso da Adriano Olivetti (attività culturali d'ogni genere in un centinaio di comuni del Canavese, di organizzazione del territorio, economiche, assistenziali, sindacali, urbanistiche, sportive, ricreative, di studio e ricerca). Fu anche imprenditore in proprio nel settore della ristorazione. 
Autore nei primi anni Sessanta del Novecento di un testo per molti aspetti anticipatorio (La tigre domestica), nel quale ci si occupa degli aspetti culturali, sociali e politici della pubblicità e se ne ipotizza il ruolo nella società “neocapitalistica”, “dei consumi”, “del benessere”, Buzzi realizzò alcune campagne pubblicitarie reputate fra gli addetti ai lavori di particolare interesse per modi originali e stimolanti. 
I temi di altri suoi libri di saggistica letteraria e di biografia sono Grazia Deledda, Giuseppe Tomasi di Lampedusa, Matilde Serao, André Gide, Giovanni Pascoli, Giuseppina Bonaparte. I suoi due primi romanzi, Il senatore e L'amore mio italiano, si collocano fra i principali del filone di narrativa che nell'immediato secondo dopoguerra affrontò la problematica dei rapporti fra due realtà – sociale e aziendale – in profondo mutamento. 
Nei romanzi successivi – Isabella delle acque (dittico composto da Isabella della grazia e Isabella della stella), L'impazienza di Rigo, Dell'amore – la trattazione di tematiche spirituali sociali e politiche si accompagna a una strenua tensione all'innovazione linguistica. Buzzi ha fondato e diretto la rivista culturale «Concertino» (1992-1996), e per un paio d'anni ha diretto la rivista di comunicazione pubblicitaria «Strategia». Si cimentò anche nella divulgazione (specialmente felici i suoi volumi sugli etruschi, sui greci in Italia, sulle civiltà del Mediterraneo). Prefece, curò, tradusse testi di narrativa e saggistica francesi, inglesi, spagnoli. Nel 1952 sposò Marta Maresca (1925-2012), con la quale ebbe due figli, Michele (1953) e Marco (1956). Morì a Milano il 2 maggio 2015.

## Opere

### Saggistica e biografia
- Grazia Deledda (Bocca, 1953)
- La tigre domestica (Vallecchi, 1964, Hacca, 2012)
- Tomasi di Lampedusa (Mursia, 1972)
- La vita e il tempo di Giulio Cesare (Arnoldo Mondadori, 1970)
- Matilde Serao (Mursia, 1981)
- André Gide (La Nuova Italia, 1981)
- Giuseppina Bonaparte. La creola dell'imperatore (Rusconi, 1983)
- Micropascoliana. I dubbi interventi del maieutico fanciullino (Book, 2012)

### Narrativa
- Il senatore (Feltrinelli, 1958; poi in edizioni rivedute Vallecchi 1981, Lampi di stampa 2010)
- L'amore mio italiano (Mondadori, 1963; ora in una nuova edizione riveduta Avagliano 2014)
- Isabella delle acque (dittico composto da Isabella della grazia e Isabella della stella, Scheiwiller 1977; seconda ediz. anastatica La Vita Felice 2002)
- L'impazienza di Rigo (Giunti/Camunia – Premio Pisa, Premio Feronia –, 1997)
- Dell'amore (Aliberti, 2004)

### Traduzioni e curatele
Dallo spagnolo
- Quevedo, El buscón (trad. e introd., Baldini Castoldi Dalai)
- Marcano/Barrera, Hugo Chávez sin uniforme (Baldini Castoldi Dalai)

Dall'inglese
- Dawson, Fowler's Snare (Mondadori)
- Malamud, The Assistant (Einaudi)
- Packard, The Status Seekers (Einaudi)
- Adler, Speedboat (Guanda)
- Melville, Billy Budd, Benito Cereno (trad. e introd., Baldini Castoldi Dalai)
- Bierce, The Devil's Dictionary (trad. e introd., Baldini Castoldi Dalai)
- Dos Passos, Tour of duty (Baldini Castoldi Dalai)
- Kipling, Just so Stories (Newton Compton)
- Kershaw, The End (Bompiani)

Dal francese
- Philipe, Le Temps d'un soupir (Mondadori, poi Garzanti)
- Casanova, Histoire de ma vie (metà, l'altra metà tradotta da Arpino, Mondadori)
- Simenon, Le Blanc à lunettes (Mondadori)
- Goldmann, Pour une sociologie du roman (Bompiani)
- Balzac, La Peau de chagrin, Le Lys dans la vallée, La Muse du département, Béatrix, Le Père Goriot, Eugénie Grandet (Meridiani Mondadori)
- Proust, Correspondance (scelta, trad. e introd., Meridiani Mondadori)
- Maupassant, Contes et nouvelles (scelta, trad. e introd., Baldini Castoldi Dalai)
- Tavole dell'Encyclopédie di Diderot (scelta e trad., Mondadori)
- Lemoine, S'ennuyer, quel bonheur! (Baldini Castoldi Dalai)
- Muhammad Ibn Garir al-Tabari, Chronique de Tabari (traduz. dalla traduz. francese dal persiano, Rizzoli)

## Riconoscimenti
- 1997 Premio nazionale letterario Pisa (narrativa).[1]
- 1997 Premio Feronia-Città di Fiano (narrativa)